# منصف شیرازی
محمدزمانخان بن فضلعلی قاجار مشهور به منصف شیرازی و منصف قاجار (۱۸۱۲–۱۸۴۸م) شاعر و خوشنویس ایرانی بود. او در قالب‌های گوناگون سرود، از جمله مدایح نبوی او که شهرت داشته است.

## زندگی
محمدزمان بن فضلعلی قاجار در سال ۱۲۲۷ق/۱۸۱۲م در شیراز زاده شد. پدرش در دربار فتحعلی، شاه قاجار مقام‌دار بود و از نزدیکان او شمرده می‌شد. منصف به تحصیلات پرداخت و از مناصب دوری نمود. او بیشتر در تهران می‌زیست و اقامتگاهی در تجریش داشت، «اغلب اوقات گوشه‌نشین و غرق دریای تفکرات عارفانه بود.» رضاقلی‌خان هدایت از دوستان نزدیک او بوده و نوشته «با منش لطفی کامل و سرشار است و مرا بخدمتش اخلاص بی‌شمار.»

منصف شیرازی در سال ۱۲۶۴ق/۱۸۴۸م در سی و هفت سالگی در تهران درگذشت، ماده‌تاریخ آن از نظمی تبریزی:

| منصف آن گویندهٔ والاگهر     |  | رفت، لیکن نام نیکویش بجاست |
| بی‌نظیر روزگار خویش بود     |  | بر حدیثم شعر شیرنیش گواست  |
| طبع او شایستهٔ صدآفرین      |  | شعر او شایستهٔ صد مرحباست   |
| مصطفی بادا پناهش، زانکه او |  | با دل وجان دوستدار مصطفاست |
| هاتفی گفت از پی تاریخ او:  |  | منصف ما همنشین اولیاست     |